# Cap Espartel

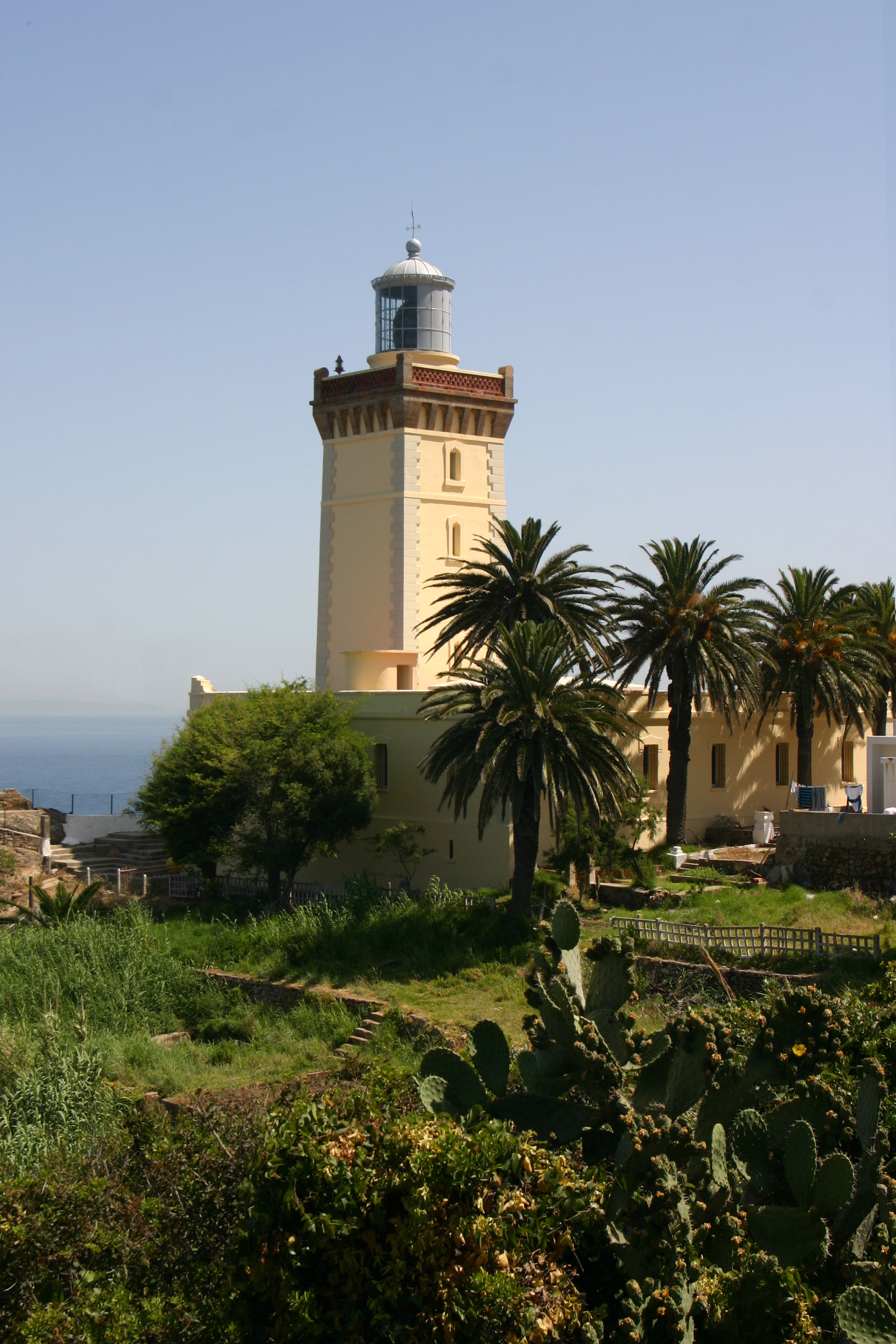
Cap Espartel

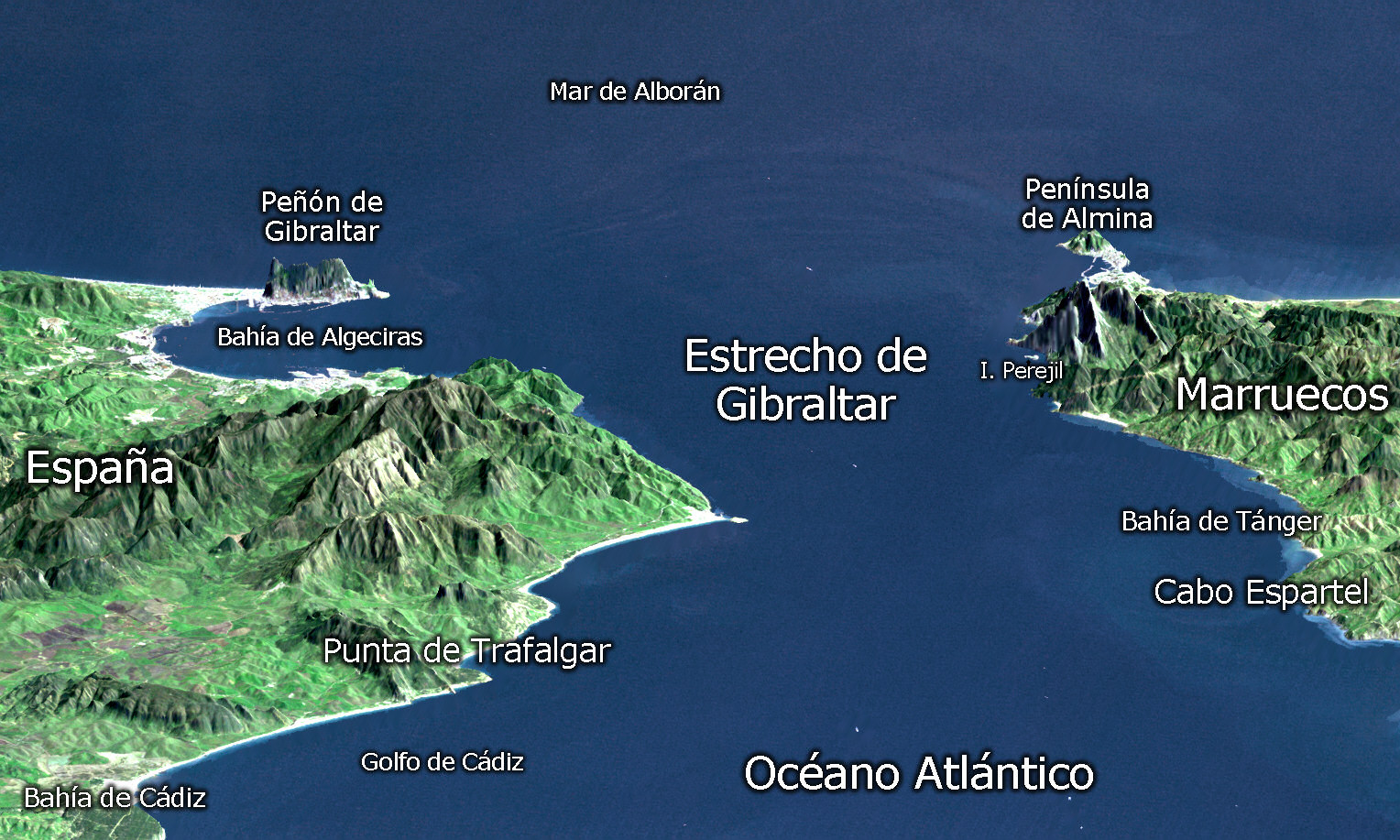
Estret de Gibraltar

El cap Espartel (francès: Cap Spartel) és el promontori de 135 metres d'altura que forma l'extrem nord-oest del Marroc (però no el punt més al nord del Marroc), a uns 12 km a l'oest de Tànger.
En època clàssica fou anomenat Promontorium Ampelusia. Els geògrafs àrabs antics no li donen nom i només diuen que estava enfront d'al-Agharr (Tarf al-Aghar, Trafalgar). El nom d'Ishbartal (probablement emparentat al llatí Spartaria, lloc abundant en espart) apareix esmentat a al-Bakrí. El seu nom àrab fou Ras al-Xacar; els natius no li coneixen el nom Ishbartal o similar (excepte Espartel dels castellans que anomenen Ras Spartel رأس سبارتيل) i fou conegut com cap de les Vinyes. Hi ha un antic far obert el 15 d'octubre de 1864. Quan el cap s'acaba baixa al sud ràpidament i acaba en una plana limitada per l'ancorada de Jerèmies al mig de la qual hi ha una muntanya de forma curiosa que els anglesos anomenaven Nipple. Les properes grutes d'Hèrcules són avui dia un atractiu turístic.
El 1670 s'hi va lliurar un combat entre naus anglo-holandeses i vaixells algerians. El 20 d'octubre de 1782 s'hi va lliurar la batalla del cap d'Espartel entre la flota franco-espanyola (46 vaixells) manada per Luís de Córdoba, i la britànica (34 vaixells) manada per Lord Howe que anava a Gibraltar (assetjada) a portar socors, cosa que va aconseguir amb gran habilitat. Córdoba el va empaitar quan ja es retirava i els va aconseguir atrapar a Cap Espartel; després d'hores d'enfrontament els britànics es van saber retirar hàbilment; cada part es va atribuir la victòria. El 29 de setembre de 1936 es va lliurar una altra batalla entre republicans i colpistes espanyols en què aquestos, que tenien vaixells de superior poder, van derrotar els republicans i van trencar el bloqueig de l'Estret de Gibraltar.